# پائول گوتلیب نیپکو
پل ژولیوس گوتلیب نیپکو (۲۲ اوت ۱۸۶۰–۲۴ اوت ۱۹۴۰)، یک تکنسین و مخترع آلمانی بود. او در شهر لیبرک در استان پمرنیا که هم‌اکنون در لهستان واقع است، به دنیا آمد. وقتی هنوز دانش آموز بود به فکرش رسید که از یک صفحهٔ حلزونی سوراخ دار (صفحهٔ نیپکو) برای تقسیم یک عکس به خطوط و نقاط کنار هم استفاده کند.